# Кобяков, Дмитрий Юрьевич
Дми́трий Ю́рьевич Кобяко́в (1898, Москва — 1978, Барнаул) — русский поэт, писатель и журналист, переводчик, языковед-лексиколог, литературовед.

## Биография
Происходил из старинного русского дворянского рода Кобяковых.
- 1917 — окончил Тифлисскую 6-ю гимназию[2]. Участник Первой мировой войны. Служил санитаром на Кавказском фронте.
- 1918—1920 — жил в Киеве, Екатеринославе, Одессе.
- 1920 — эмигрировал в Югославию (Королевство сербов, хорватов и словенцев — КСХС).
- 1922 — в Праге. Учился на русском юридическом факультете Карлова университета (не окончил).
- 1924 — переехал в Париж.
- 1931 — член-основатель парижской ложи «Гамаюн» № 624, которая работала в составе Великой ложи Франции. Исключён из ложи в 1948 году[3].

Во Франции получил специальность электрика, работал сцепщиком вагонов, фотографом. Посещал лекции известного филолога-слависта А. Мазона (фр. André Mazon) в Коллеж де Франс (Collège de France).
Во 2-ю мировую войну — в Сопротивлении, участвовал в Парижском восстании (август 1944), был ранен.
После 1945 вступил во Французскую коммунистическую партию. Член Союза советских патриотов.
В 1948 году получил советский паспорт.
В 1957 переехал в ГДР, а оттуда в СССР (1958).
Жил в Барнауле (по некоторым данным — сначала в Семипалатинске). Работал электриком, мастером в тресте «Сибэлектромонтаж». После выхода на пенсию занимался литературным трудом.

## Семья
- Жена — Нина.
- Сын — Юрий (ум. апрель 1945).

## Творчество

### Россия
В 1916 году входил в Москве вместе с К. А. Большаковым, С. Д. Спасским и другими в литературный кружок (по некоторым данным первые публикации его относятся ещё к 1916 году — во фронтовом журнале «Игла»). Вернувшись с полком в 1917 году в Тифлис, познакомился с поэтом С. М. Городецким, участвовал в «Цехе поэтов». Работал в Одессе в Наркомпросе. В 1918 опубликовал стихи в альманахе «Фантастический кабачок». В том же году сотрудничал с журналом «Арс», выходившим в Тифлисе под редакцией Сергея Городецкого.

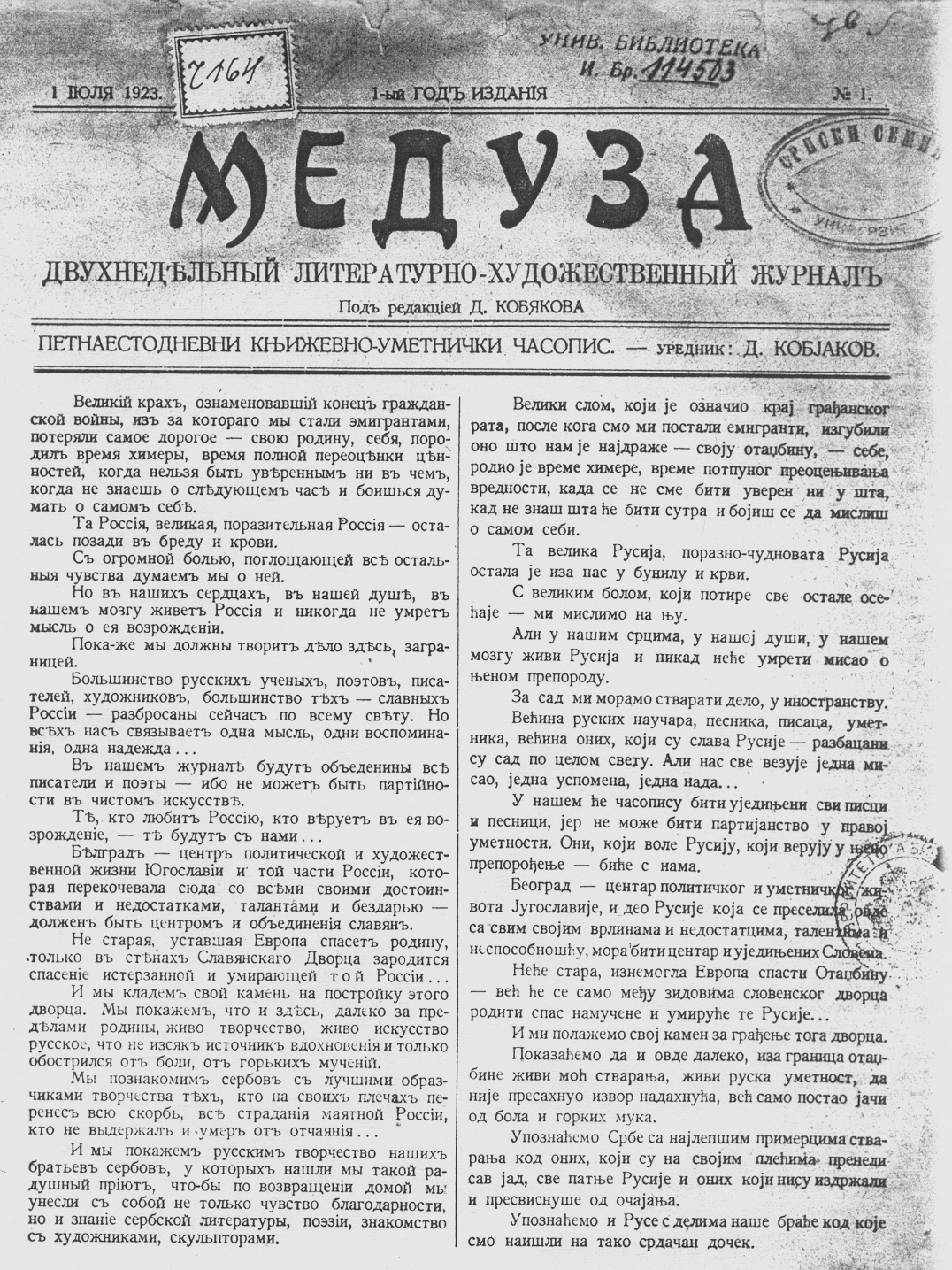
Передовая статья газеты «Медуза». 1 июля 1923 года. Библиотека Белградского университета (копия любезно предоставлена Алексеем Борисовичем Арсеньевым)

### Чехословакия и Югославия
В Праге Дмитрий Кобяков состоял в литературном объединении «Скит» (первое собрание кружка молодых поэтов — 26 февраля 1922 года, существовал до 1940 года). В разные годы в него входили: Н. Болесцис, А. Фотинский, В. Лебедев, А. Эйснер, Л. Гомолицкий, Т. Ратгауз, С. Рафальский, А. Головина, Э. К. Чегринцева, А. Туринцев, прозаики И. И. Тидеман, М. А. Иванников, С. Д. Долинский, В. Г. Фёдоров, Х. Кроткова, М. Скачков, М. Мыслинская, Б. Семёнов, Р. Спинадель, Е. Глушкова, В. Мансветов, К. Набоков, В. Морковин, Т. Голубь-Тукалевская, Е. Гессен, Н. Мякотина, М. Толстая (внучка Льва Николаевича), И. Бем (дочь руководителя Скита Альфреда Бема) и др..
Д. Ю. Кобяков редактировал в Белграде журнал «Медуза», 1 июля 1923 г. вышел из печати единственный номер этого двухнедельного литературно-художественного журнала (часть текстов — на русском, часть — на сербском, а вступительная статья — билингва). Д. Ю. Кобяков, помимо редактирования, — переводчик (стихов и прозы) и автор коротких биографий сербских поэтов. Цели журнала: сближение русских литераторов и художников с сербской интеллигенцией, знакомство сербов с русской современной культурой (поэзией, прозой). В этом единственном сборнике были представлены, кроме А. Блока, Алексей Толстой, А. Ахматова, А. Ремизов, русские художники — Леонид Браиловский и Владимир Жедринский, сербские поэты А. Шантич, И. Дучич, В. Илич, Г. Крклец, М. Црнянски. Журнал сразу был закрыт властями за публикацию в переводе на сербский язык поэмы «Двенадцать» А. Блока.
В югославских библиотеках сохранился только один экземпляр журнала — в Университетской библиотеке Белграда — 20 страниц с ненумерованными вкладышами — репродукциями работ художника Л. Браиловского).

### Франция
Переехав в Париж в 1924 году, он возглавил издательство «Птицелов». В мае 1925 года, при воссоздании в Париже Клуба молодых литераторов, Д. Кобяков стал членом его правления. Член Союза молодых поэтов и писателей в Париже.

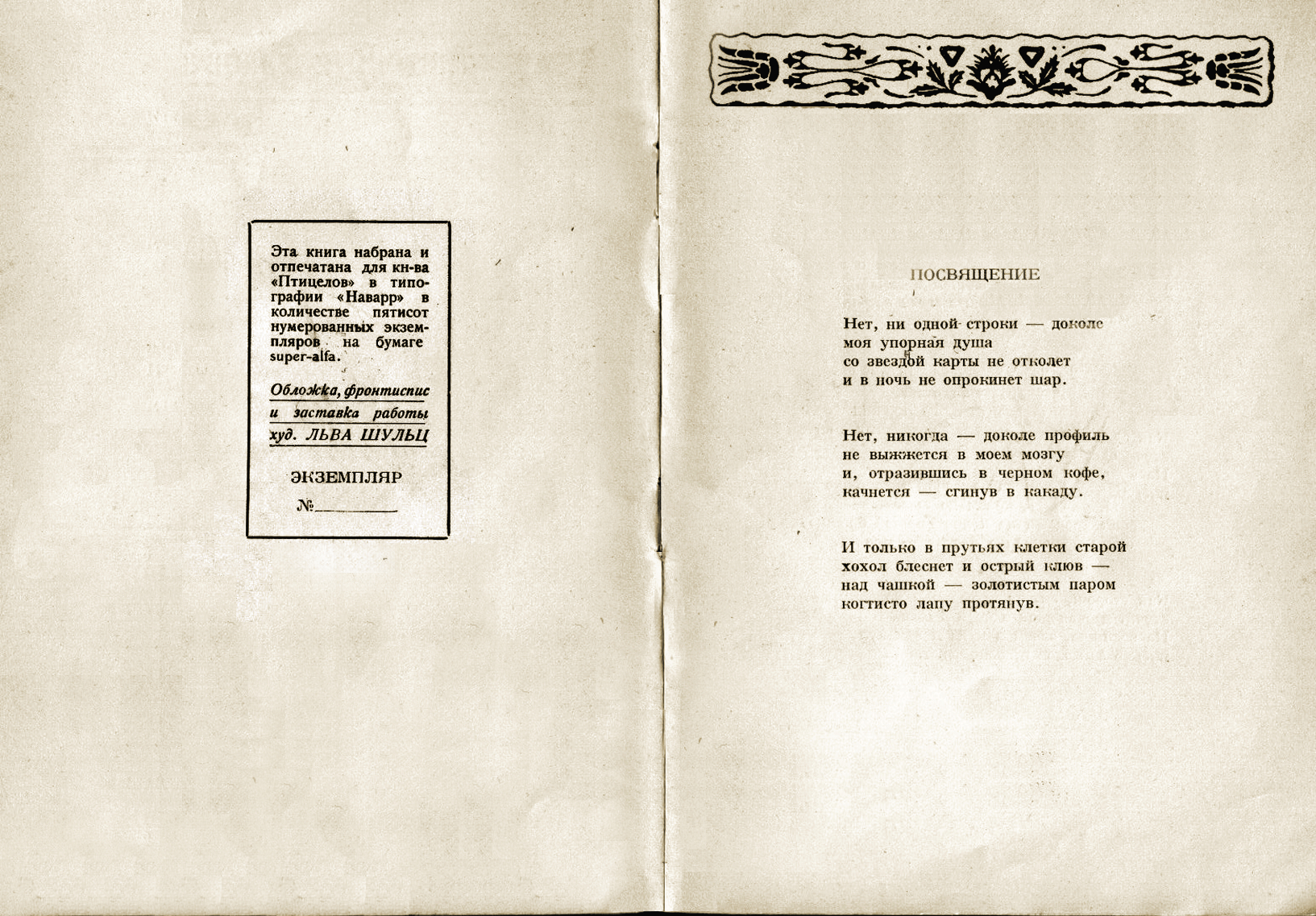
Сборник стихов Дмитрия Кобякова «Керамика». «Птицелов». Париж. 1925. Художник Лев Шульц

В 20—40-х издавал и редактировал журналы: сатирический — «Ухват» (6 номеров — с 31 марта 1926 года по 20 июля 1926 года, первый номер — с А. Шемом, остальные — один Д. Ю. Кобяков; работы художников: А. Шема (Шеметова), А. М. Ремизова, А. Яковлева, Ф. С. Рожанковского, П. Минина, Р. Пикельского, N.Nico. В журнале печатались: Н. Тэффи, А. Ремизов, Дон-Аминадо, Т. Сургучёв, Саша Чёрный, Ал. Яблоновский, С. Шаршун, Г. Евангулов. Очень интересны рекламные объявления эпохи, которые позволяют получить представление о жизни русской парижской эмиграции), — «Земля», «Новая земля».
В 1928 входил в литературное объединение «Кочевье».
В 1924—36 выпустил поэтические сборники «Керамика» (обложка, фронтиспис и заставка Л. А. Шульца) , Париж: «Птицелов», 1925. — 16 с — 500 экз.; «Вешняк» Ритмический цикл. Париж: «Птицелов», 1926. — 31 с, «Горечь» Книга третья. Париж: «Птицелов», 1927. — 15 с, «Чаша». Париж: «Птицелов», 1936. — 56 с. Поэзия его была с интересом встречена критикой (Е. А. Зноско-Боровским, В. В. Набоковым, М. А. Осоргиным; последнему Д. Ю. Кобяков посвящал свои масонские стихи).
В 1929—31 стихи К. печатались в коллективном сборнике «Союза молодых поэтов» — «Бесцельная любовь». Сборник стихов. Париж. Без издательства. 1929. Вып. 1. По некоторым данным, в Париже публиковался его автобиографический роман «Представление продолжается».
Из других сборников Д. Ю. Кобякова, изданных в Париже, известны:
- Пружинясь — ловишь спугнутое слово… Сборник стихов. Париж. Без издательства. 1929. Вып. 1
- Раствори вдохновением стужу ушедших ночей… Сборник стихов. Париж. Без издательства. 1929. Вып. 1
- С какою радостью встречал… Сборник стихов. Париж. Издание Союза молодых поэтов и писателей в Париже. 1929. Вып. 2
- Ты сегодня не скажешь попрежнему робкого «нет»… Сборник стихов. Париж. Без издательства. 1929. Вып. 1
- Ты не одна. А здесь забиты ставни… Сборник стихов. Париж. Издание Союза молодых поэтов и писателей в Париже. 1929. Вып. 2

Был знаком также с И. А. Буниным, А. И. Куприным и мн. др.
В 1931 году был посвящен в масонство в русской эмигрантской парижской ложе Юпитер, в том же году стал членом-основателем другой ложи, Гамаюн, членом которой также был Бобринский, Пётр Андреевич.
В 1945 году — Д. Ю. Кобяков — член Объединения русских писателей во Франции.
Он редактор еженедельной литературно-сатирической четырёхстраничной газеты «Честный слон», выходившей с 3 марта по 8 декабря (всего — 30 номеров) — хорошо иллюстрировалась: рисунки, карикатуры, шаржи работы художникоа Пашкова и ЖУКа. В числе многих других авторов прозаического раздела были Б. Бродский, А. Бахрах, В. Гессен, В. Зензинов, М. Чехов, Л. Леонов, И. Эренбург, В. Катаев, Ю. Анненков, Г. Гребенщиков, А. Ладинский, А. Даманская, Б. Пантелеймонов, в поэтическом — Б. Божнев, Д. Кобяков, Н. Рощин, Н. Беляев, И. Одоевцева, Ю. Софиев, среди авторов литературно-художественной и театральной хроники — К. Терешкович, Г. Хмара, М. Чехов. В редакторском портфеле газеты присутствуют письма Н. Евреинова и Г. Евангулова, — материалы, отражающие атмосферу русской эмигрантской среды послевоенного Парижа: сведение счётов, полемику относительно возможности возвращения на родину. Характерные для этого периода мотивы «обличения коллаборационистов», некоторые из этих документы носят характер доносов на Н. Н. Евреинова и С. Лифаря — это было время перед процессом Шарля Морраса и порицанием Саши Гитри
В 1946 году Д. Ю. Кобяков редактировал двухнедельный журнал «Земля» («Новая земля»).
В эмиграции он также начал заниматься лексикологическими изысканиями, которые продолжал уже на родине.

### СССР
В СССР Написал несколько книг, из которых издано только три: «Бессмертный дар», «Приключения слова», «Слова и люди». Был сотрудником газет «Алтайская правда», «Молодежь Алтая». Опубликовал десятки очерков и заметок в центральной и местной прессе. Выступал с рассказами о родном языке перед студентами и учащимися школ. С 1973 — член Литературного фонда Союза писателей СССР.
- 1958 — В Барнауле он выступал на литвечерах с воспоминаниями о своей дружбе с И. Буниным, А. Куприным и др. Алтайские писатели говорили, что врет он всё это, но «врал» он интересно…[7]
- 1962 — Барнаульский литератор Дмитрий Кобяков выступил с воспоминаниями о встречах с В. Маяковским в Париже.[7]

## Неизданное
До сих пор неизданными остаются его рукописи, находящиеся в Центре хранения Архивного фонда Алтайского края, в Отдел специальной документации.
«Из тьмы веков» (1975 г.); наброски для книги «Психология цвета» (1971—1974 гг.), незаконченный роман «Дневник Водовоза», неизданный сборник «Парижские рассказы» (1962 г.).
Автобиографические статьи и заметки Д. Ю. Кобякова, опубликованные в периодической печати (1958—1973 гг.) (газетные вырезки). Дневник Д. Ю. Кобякова (1962 г.).
Переписка Д. Ю. Кобякова с К. Паустовским, Л. Соболевым, К. Симоновым, Л. Жариковым, академиком С. Бархударовым и др. (1959—1974 гг.).
Автобиография (1923—1925 гг.), фотографии Д. Ю. Кобякова: индивидуальные, групповые.
Частично материалы указанного фонда были опубликованы ЦХАФ АК в 1996 году в сборнике «Судьбы».